# The Show Must Go On (Queen-låt)
The Show Must Go On är en powerballad av det brittiska rockbandet Queen. Den fanns med på albumet Innuendo, och släpptes som singel 14 oktober 1991, endast sex veckor före Freddie Mercurys bortgång. En liveversion med Elton John som sångare finns med på samlingsalbumet Greatest Hits III.

## Medverkande
- Roger Taylor - trummor, kör
- John Deacon - bas, kör
- Brian May - gitarr, synt, kör
- Freddie Mercury - sång